# Nigrische Bewegung für die demokratische Erneuerung
Die Nigrische Bewegung für die demokratische Erneuerung (französisch: Mouvement Nigérien pour le Renouveau Démocratique, Kürzel: MNRD-Hankuri) ist eine politische Partei in Niger.

## Geschichte
Die Nigrische Bewegung für die demokratische Erneuerung wurde 2009 gegründet. Den Parteivorsitz übernahm Sidi Moulaye Hambali. Die Partei war in Niger kaum bekannt, als sie beschloss, für die Präsidentschaftswahlen von 2016 als Kandidat Mahamane Ousmane aufzustellen. Mahamane Ousmane war bereits von 1993 bis 1996 Staatspräsident Nigers gewesen, hatte jedoch zuletzt die Kontrolle über seine eigene Partei Demokratische und soziale Versammlung (CDS-Rahama) verloren.
Ousmane wurde bei den Präsidentschaftswahlen von 2016 mit 5,88 % der Stimmen vierter von fünfzehn Kandidaten. Allerdings gelang der Nigrischen Bewegung für die demokratische Erneuerung bei den zeitgleich stattfindenden Parlamentswahlen von 2016 der Einzug in die Nationalversammlung. Sie war in einem Wahlbündnis mit der Nigrischen Sozialdemokratischen Partei (PSDN-Alhéri) angetreten, das sechs von 171 Sitzen in der Nationalversammlung errang.
Infolge der Parlamentswahlen von 2020 ist die Partei nicht mehr in der Nationalversammlung vertreten. Mahamane Ousmane trat bei den Präsidentschaftswahlen von 2020/2021 für eine andere Partei, die Demokratische und republikanische Erneuerung (RDR-Tchanji), an.